# Dubovac (Šaška mikroregija, Mađarska)
Dubovac (mađ. Vásárosdombó) je selo u središnjoj južnoj Mađarskoj.
Zauzima površinu od 11,74 km četvorna.

## Zemljopisni položaj
Nalazi se na 46° 18' sjeverne zemljopisne širine i 18° 9' istočne zemljopisne dužine, sjeverozapadno od Mečeka. Nalazi se na sjeveru Baranjske županije, u komadiću teritorija koji uranja u susjednu županiju, tako da je Dubovac s tri strane okružen Tolnanskom županijom, od koje je udaljen od 500 m do 2 km, a s Baranjskom je vezan prema istoku. Sečuj je 1 km sjeverno, Čikoc (Tutiš) je 2 km sjeveroistočno, Grenjiš je 2 km istočno, Tikeš je 2 km jugoistočno, Tarrós je 1,5 km južno, a Vázsnok je 2,5 km južno, Meződ je 1,5 km jugozapadno, a Jágónak je 2 km zapadno-sjeverozapadno.

## Upravna organizacija
Upravno pripada Šaškoj mikroregiji u Baranjskoj županiji. Poštanski broj je 7362. 

## Promet
Kroz Dubovac prolazi željeznička prometnica Dumvar-Šaš, kao i državna cesta br. 611 koja prolazi istom dionicom. U Dubovcu se nalazi i željeznička postaja.

## Stanovništvo
Dubovac ima 1165 stanovnika (2001.). Mađari su većina. Romi, koji u selu imaju manjinsku samoupravu, čine skoro sedminu stanovnika. U selu je i mali broj Nijemaca. 9/10 stanovnika su rimokatolici, 5,3% su pripadnici protestantskih zajednica (luterani i kalvinisti).

## Vanjske poveznice
- Dubovac na fallingrain.com